# Yale Corporation
Yale Corporation è un'istituzione accademica responsabile per l'amministrazione e gli affari economici dell'Università Yale di New Haven, nel Connecticut.
Yale Corporation, nota anche come The President and Fellows of Yale College, è gestita come un'azienda e sfrutta le sue risorse economiche per massimizzare i profitti.
L'Università Yale è la terza università più antica degli Stati Uniti ed è considerata una delle università private d'élite più prestigiose d'America.